# 朝鮮民主主義人民共和國軍官列表
朝鲜民主主义人民共和国最高人民会议常任委员会在1952年12月31日发布了关于制定朝鲜人民军高级指挥员及军官的军事称号的政令。按照惯例，元帥級军衔由朝鲜劳动党中央军事委员会和朝鲜国防委员会授予。将校尉以下军衔则由朝鲜人民军最高司令官发布命令晋升。

## 概述

### 军事职务 (1948-1952)
朝鲜人民军自1948年2月8日建军伊始由于军衔被认为是资产阶级的象征，因此未实行军衔制度，以军事职务代替军衔，直到1952年12月31日正式实行军衔制（朝鲜语：军事称号）。
| 大將 (대장) | 民族保衛相 (민족보위상 )                        |  |
| 中將 (중장) | 總參謀長 (총참모장) 副相 (부상) 軍團長 (군단장) |  |
| 少將 (소장) | 師團長 (사단장) 旅團長 (여단장) 學校長 (학교장) |  |
| 中级指挥官  |                                                 |  |
| 總佐 (총좌) | 師團參謀長 (사단참모장)                         |  |
| 大佐 (대좌) | 聯隊長 (연대장)                                 |  |
| 中佐 (중좌) | 副聯隊長 (부연대장) 獨立大隊長 (독립대대장)     |  |
| 少佐 (소좌) | 大隊長 (대대장)                                 |  |
| 初级指挥官  |                                                 |  |
| 總尉 (총위) | 副大隊長 (부대대장) 獨立中隊長 (독립중대장)     |  |
| 大尉 (대위) | 中隊長 (중대장)                                 |  |
| 中尉 (중위) | 副中隊長 (부중대장) 獨立小隊長 (독립소대장)     |  |
| 少尉 (소위) | 小隊長 (소대장)                                 |  |

### 1953年
元帅级别不同于其他军衔，只存在于陆军军衔，因此海军或空军大将晋升为次帅后，将改为陆军。
|                     | 军衔                                                        | 肩章     | 肩章     | 肩章     |
| 元帥級 (원수급)     |                                                             |          |          |          |
| ------------------- | ----------------------------------------------------------- | -------- | -------- | -------- |
| 元帥級 (원수급)     | 朝鮮民主主義人民共和國元帥 (조선 민주주의 인민 공화국 원수) |          |          |          |
| 元帥級 (원수급)     | 朝鮮民主主義人民共和國次帥 (조선 민주주의 인민 공화국 차수) |          |          |          |
|                     |                                                             | 陆军肩章 | 海军肩章 | 空军肩章 |
| 將領級 (장령급)     | 大將 (대장)                                                 |          |          |          |
| 將領級 (장령급)     | 中將 (중장 )                                                |          |          |          |
| 將領級 (장령급)     | 少將 (소장)                                                 |          |          |          |
| 佐官級 (좌관급)     | 大佐 (대좌)                                                 |          |          |          |
| 佐官級 (좌관급)     | 上佐 (상좌)                                                 |          |          |          |
| 佐官級 (좌관급)     | 中佐 (중좌)                                                 |          |          |          |
| 佐官級 (좌관급)     | 少佐 (소좌)                                                 |          |          |          |
| 尉官級 (위관급)     | 大尉 (대위)                                                 |          |          |          |
| 尉官級 (위관급)     | 上尉 (상위)                                                 |          |          |          |
| 尉官級 (위관급)     | 中尉 (중위)                                                 |          |          |          |
| 尉官級 (위관급)     | 少尉 (소위)                                                 |          |          |          |
| 下士官級 (하사관급) | 特務上士 (특무상사)                                         |          |          |          |
| 下士官級 (하사관급) | 上士 (상사)                                                 |          |          |          |
| 下士官級 (하사관급) | 中士 (중사)                                                 |          |          |          |
| 下士官級 (하사관급) | 下士 (하사)                                                 |          |          |          |
| 戰士級 (전사급)     | 上等兵 (상등병)                                             |          |          |          |
| 戰士級 (전사급)     | 戰士 (전사)                                                 |          |          |          |

### 1998年
国家保卫省及护卫司令部全部由军官组成，没有士兵。
|                     | 军衔                                                         | 肩章     | 肩章     | 肩章               | 肩章                       | 肩章           |
| ------------------- | ------------------------------------------------------------ | -------- | -------- | ------------------ | -------------------------- | -------------- |
| 元帥級 (원수급)     | 朝鮮民主主義人民共和國大元帥 (조선민주주의인민공화국 대원수) |          |          |                    |                            |                |
| 元帥級 (원수급)     | 朝鮮民主主義人民共和國元帥 (조선민주주의인민공화국 원수)     |          |          |                    |                            |                |
| 元帥級 (원수급)     | 朝鮮人民軍元帥 (조선인민군 원수)                             |          |          |                    |                            |                |
| 元帥級 (원수급)     | 朝鮮人民軍次帥 (조선인민군 차수)                             |          |          |                    |                            |                |
|                     |                                                              | 陆军肩章 | 海军肩章 | 航空与反航空军肩章 | 社会安全省及社会安全军肩章 | 国家保卫省肩章 |
| 將領級 (장령급)     | 大將 (대장)                                                  |          |          |                    |                            |                |
| 將領級 (장령급)     | 上將 (상장)                                                  |          |          |                    |                            |                |
| 將領級 (장령급)     | 中將 (중장)                                                  |          |          |                    |                            |                |
| 將領級 (장령급)     | 少將 (소장)                                                  |          |          |                    |                            |                |
| 佐官級 (좌관급)     | 大佐 (대좌)                                                  |          |          |                    |                            |                |
| 佐官級 (좌관급)     | 上佐 (상좌)                                                  |          |          |                    |                            |                |
| 佐官級 (좌관급)     | 中佐 (중좌)                                                  |          |          |                    |                            |                |
| 佐官級 (좌관급)     | 少佐 (소좌)                                                  |          |          |                    |                            |                |
| 尉官級 (위관급)     | 大尉 (대위)                                                  |          |          |                    |                            |                |
| 尉官級 (위관급)     | 上尉 (상위)                                                  |          |          |                    |                            |                |
| 尉官級 (위관급)     | 中尉 (중위)                                                  |          |          |                    |                            |                |
| 尉官級 (위관급)     | 少尉 (소위)                                                  |          |          |                    |                            |                |
| 下士官級 (하사관급) | 特務上士 (특무상사)                                          |          |          |                    |                            | 无             |
| 下士官級 (하사관급) | 上士 (상사)                                                  |          |          |                    |                            | 无             |
| 下士官級 (하사관급) | 中士 (중사)                                                  |          |          |                    |                            | 无             |
| 下士官級 (하사관급) | 下士 (하사)                                                  |          |          |                    |                            | 无             |
| 戰士級 (전사급)     | 上級兵士 (상급병사)                                          |          |          |                    |                            | 无             |
| 戰士級 (전사급)     | 中級兵士 (중급병사)                                          |          |          |                    |                            | 无             |
| 戰士級 (전사급)     | 初級兵士 (초급병사)                                          |          |          |                    |                            | 无             |
| 戰士級 (전사급)     | 下級兵士 (하급병사)                                          |          |          |                    |                            | 无             |

## 元帅及次帅

### 朝鲜民主主义人民共和国大元帅
- 金日成：（1912－1994），1992年4月13日授予。
- 金正日：（1941－2011），2012年2月14日追授。

### 朝鲜民主主义人民共和国元帅
- 崔庸健[a]：（1900－1976），1957年起升任元帅，同年起担任最高人民会议常务委员会委员长之职。
- 金正恩：（1984－），2012年7月17日被授予元帅称号。现任朝鲜最高领导人，朝鲜劳动党委员长、朝鲜劳动党中央军事委员会委员长、朝鲜民主主义人民共和国国务委员会委员长、朝鲜人民军最高司令官。

### 朝鲜人民军元帅
- 吴振宇[b]：(1917－1995)，1992年4月20日晉升元帥軍銜，前朝鲜人民武装力量部部长、朝鲜劳动党政治局常务委员会委员。
- 崔光：(1917－1997)，1995年10月8日晋升为元帅。
- 李乙雪：(1921－2015)，1995年10月8日晋升为元帅。
- 金永春：(1936－2018），1995年10月8日晋升为次帅，2016年4月14日晋升为元帅。人民武装力量部部长（2009年2月11日-2012年）、朝鲜劳动党中央政治局委员、中央军事部部长。
- 玄哲海：（1934－2022），2012年4月7日晋升为次帅，2016年4月14日晋升为元帅。曾任朝鲜劳动党中央政治局委员、中央军事委员会委员、国防委员会委员。
- 李炳哲：(1948－），2020年10月5日晋升为元帅，朝鲜劳动党中央政治局常委、朝鲜劳动党中央军事委员会副委员长。
- 朴正天：（?－），2020年5月24日晋升为次帅，10月5日晋升为元帅。现任朝鲜劳动党中央政治局委员、朝鲜人民军总参谋长、朝鮮人民軍炮兵總司令。

### 朝鲜民主主义人民共和国次帅
- 崔庸健：（1900－1976），1953年2月7日被授予次帅。

### 朝鲜人民军次帅
- 朱道日：（1921－1994），1992年4月20日晋升次帅。
- 崔仁德：（1917－2003），1992年4月20日晋升为次帅。
- 白鹤林：（1918－2006），1992年4月20日晋升为次帅、法制委员会委员长。
- 李斗益：（1920－2002），1992年4月20日晋升为次帅。
- 金奉律：（1917－1995），1992年4月20日晋升为次帅、人民武装力量部副部长。
- 金光镇：（1927－1997），1992年4月20日晋升为次帅、人民武装力量部第一副部长。
- 金益铉：（1911－2009），1994年4月15日晋升为次帅、中央全民防御部（亦称民防部）部长。
- 赵明录：（1928－2010），1995年10月8日晋升为次帅、原国防委员会第一副委员长、原朝鲜劳动党政治局常务委员、原人民军总政治局局长。
- 李河日：（1935－），1995年10月8日晋升为次帅、原劳动党中央军事部部长。
- 金一哲：（1933－），1997年4月13日晋升为次帅、人民武装力量相(1998-2000)、人民武装力量部部长(2000-2009)。
- 全在善：（1940－2011），1997年4月13日晋升为次帅、第一军团军团长（1994-2000）。
- 朴基瑞：（1929－2010），1997年4月13日晋升为次帅、人民军平壤防御司令部司令官。
- 李钟山：（1922－2011），1997年4月13日晋升为次帅、人民军军需动员总局局长。
- 金龙渊：（1916－2008），1998年9月晋升为次帅、人民军万景台革命学院院长(1990-2008)。
- 李用茂：（1925－2022），1998年9月晋升为次帅、朝鲜劳动党中央政治局委员、国防委员会副委员长。
- 张成宇：（1933－2009），2002年4月晋升为次帅、社会安全部部长(1991-1995)。
- 李英浩：（1942－），2010年9月27日晋升为次帅、人民军总参谋长（2010年-2012年7月）、原朝鲜劳动党政治局常务委员、原朝鲜劳动党中央军事委员会副委员长。2012年7月15日以健康问题为理由解除一切职务。2012年10月将李英浩定性为反党、反革命分子。
- 金正阁：（1941－），2012年2月15日晋升为次帅、原朝鲜劳动党中央政治局委员、原中央军事委员会委员，现任朝鲜人民军总政治局局长、金日成军事综合大学校长。
- 崔龙海：（1950－），2012年4月7日晋升为次帅，现任朝鲜劳动党中央政治局常委、朝鲜最高人民会议常任委员会委员长，朝鲜国务委员会副委员长。
- 玄永哲：（1949－2015），2012年7月16日晋升为次帅、原朝鲜劳动党中央政治局候补委员，原人民军总参谋长，同年底又被降为大将，后来又降为上将，2015年被处决。
- 黄炳誓：（1949－），2014年4月26日晋升为次帅，曾任朝鲜劳动党中央政治局常委、中央军事委员会副委员长、人民军总政治局局长。
- 李明秀：（1934－），2016年4月14日晋升为次帅，曾任朝鲜劳动党中央政治局委员、朝鲜人民军总参谋长。
- 金正寬：（？－）2021年2月24日晋升为次帅。
- 權永進：（？－）2021年2月24日晋升为次帅。
- 李永吉：（1955－），2022年4月15日晋升为次帅[1]。

## 大将

### 最初
- 金策（1903-1951）：中央军事委员会委员，人民军前线司令部总司令官
- 金光侠（1915-？）：民族保卫相
- 崔钟学(최종학)(1908.03.14-1997.11.16)人民军总政治局局长
- 金昌奉（1919-1969）：民族保卫相
- 许凤学（1918.04.24-？）：人民军总政治局局长
- 崔贤：（1907-1982）人民武装力量部部长
- 徐哲：（1907-1992）：劳动党中央检阅委员会委员长，中央政治局委员
- 南日：（1913-1976）人民军总参谋长（1950-1953）
- 崔勇进：（1911-1998)，内阁副首相
- 崔相旭：1980年任人民军炮兵司令
- 吴白龙：（1913-1984）中央人民委员会军事部部长、劳动党中央军事委员会副委员长、工农赤卫队总司令

### 1985年4月13日晋升
吴克烈、白鹤林、金斗南、李乙雪、朱道日、金奉律、金光镇、李斗益等八名上将晋升为大将
- 朱道日(1921-1994)：1985年4月晋升为大将（已晋升次帅）
- 金斗南(1930-2009)：1985年4月晋升为大将，1994年任中央军委委员
- 吴克烈（1931-）：1985年4月晋升为大将，前空军司令员，朝鲜劳动党中央政治局候补委员、国防委员会副委员长

### 1987年4月13日晋升
- 全文燮：(1919-1998)，1987年4月晋升为大将，人民武装力量部副部长、前平壤防御司令官。

### 1992年4月13日晋升
1992年4月赵明禄、金永春、李河日、金一哲、全在善、朴基瑞、李钟山、金龙渊、张成禹、太炳烈、李奉远、李炳玉、李同春、孙钟俊、金奉乙、金利昌等16人晋升为大将。
- 太炳烈：（1916-1986）（追授）
- 李宏泰：（？-1998）1998年3月12日社会安全部次长李宏泰大将策划军事政变，但被镇压。
- 李奉远：（1925-1997）1992年4月晋升为大将，1992年调离总政治局第一副局长职位。
- 赵明善：（1923-1994）1992年4月晋升为大将，原姜健综合军官学校校长
- 李炳煜又译李炳玉（1936-）：1992年4月晋升为大将，1984年2月任人民武装力量部副部长。
- 李同春：1992年4月晋升为大将，原人民军副总参谋长
- 孙钟俊（1922-1995）：1992年4月晋升为大将
- 金奉乙：1992年4月晋升为大将，
- 金利昌：1992年4月晋升为大将，原人民军第6军军长

### 1994年4月、7月晋升
- 金明国：(1940-)1994年4月晋升为大将，09年11月降为上将，2010年4月再升为大将，原朝鲜劳动党中央军委委员。
- 吴龙方又译吴龙谤：（O Ryong Bang） (1924-2000) 1994年7月晋升为大将。
- 元應熙(1939-2004)(원응희)：1994年7月晋升为大将，原人民军保卫司令部司令官，2004年5月去世。

### 1994年10月晋升
- 金铁万(1920-)：1994年10月晋升为大将，原第二经济委员会委员长、国防委员会委员。
- 金镇洙：1994年10月晋升为大将，原人民军副总参谋长

### 1995年10月晋升
- 玄哲海 (1934-)：1995年10月晋升为大将，2000年7月任总政治局第一副局长（已晋升次帅）
- 金河奎Kim Ha-kyu (1938-2006)：1995年10月晋升为大将，1987年任副总参谋长，1991年任炮兵司令官
- 金炳律：1995年10月晋升为大将，曾任护卫总局副局长。1998年9月任朝鲜最高裁判所所长。

### 1997年2月晋升
- 金格植(1940-)：1997年2月晋升为大将，1994年至2007年担任朝鮮人民軍第二军军长，2007年4月被提升为朝鮮人民軍總參謀長，2009年2月出任第四军军长。现任朝鲜劳动党中央政治局候补委员。（原人民军侦察局局长金大植的堂兄）。
- 金成奎(1933-2010)：1997年2月晋升为大将，1994年10月出任人民军第8军团军团长，党中央民防部部长。2010年8月24日因患肺癌去世。
- 朱相成（1933-）：1997年2月晋升为大将，原人民军第４军军长、政治局委员、人民保安部部长（已免除所有职务）
- 朴在京 (1933-)：1997年2月晋升为大将，2007年年7月任人民武装力量部第一副部长，原人民军总政治局副局长。
- 金相镐：1997年2月晋升为大将，原人民军第5军军长

### 1997年4月晋升
- 郑昌烈Jong Chang Ryol(1937-)：1997年4月晋升为大将，1992年7月任人民武装力量部副部长
- 金令正：（1942-1998）国家安全保卫部第一副部长，参与策划军事政变，服毒自杀。

### 2000年10月晋升
- 李明洙(1937-)：2000年10月晋升为大将，2011年4月被降为上将，1996年11月任人民军副总参谋长。1997年4月任总参谋部作战局长。2007年5月任国防委员会专职委员，原朝鲜劳动党中央政治局委员、原中央军事委员会委员。

### 2002年4月晋升
- 金润心：2002年4月晋升为大将，1997年6月任海军司令。
- 金正觉（1941-）：2002年4月晋升为大将，1992年任朝鲜人民武装力量部副部长。1998年朝鲜国庆日阅兵总指挥。2007年10月任朝鲜人民军总政治局第一副主任。（已晋升次帅）
- 吕春石：1997年11月任人民武装力量部副部长。

### 2009年4月晋升
- 金元弘：2009年4月晋升为大将，人民军保卫司令部司令、总政治局副局长。现任朝鲜劳动党中央政治局委员、中央军事委员会委员、国防委员会委员、国家安全保卫部部长

### 2010年4月晋升
- 郑明道：2010年4月晋升为大将，原朝鲜劳动党中央军事委员会委员、原人民军海军司令
- 李炳哲：2010年4月晋升为大将，现任朝鲜劳动党中央军事委员会委员、人民军航空与防空军司令
- 郑浩钧：2010年4月晋升为大将，原人民军炮兵司令
- 尹正麟：2010年4月晋升为大将，现任朝鲜劳动党中央军事委员会委员、人民军护卫司令部司令
- 禹东测（1942-）：2010年4月晋升为大将，原朝鲜劳动党中央政治局候补委员、原中央军事委员会委员、原国防委员会委员、原国家安全保卫部第一副部长。

### 2010年9月晋升
- 金正恩（1983-）：2010年9月27日授予大将，原中央军事委员会委员副委员长（已晋升元帅）
- 金敬姬：2010年9月27日授予大将，朝鮮劳动党政治局委员、朝鲜劳动党轻工业部部长。现任朝鲜劳动党中央政治局委员、中央书记局书记、中央组织指导部部长
- 崔龙海（1950-）：2010年9月27日授予大将，朝鮮劳动党书记局书记、中央军事委员会委员。（已故国防委员会副委员长崔贤大将次子）（已晋升次帅）
- 玄永哲：2010年9月27日晋升为大将，人民军第8军团军团长。现任朝鲜劳动党中央政治局候补委员、人民军第五军团军团长（已降为上将）
- 崔富一：2010年9月27日晋升为大将，现任朝鲜劳动党中央政治局候补委员、中央军事委员会委员、国防委员会委员、人民保安部部长
- 金庆玉：又译金敬玉、金景玉2010年9月27日授予大将，朝鲜劳动党中央组织指导部第一副部长

### 2011年12月晋升
- 张成泽：2011年12月25日晋升为大将，原朝鲜国防委员会副委员长。2013年12月12日被以阴谋颠覆国家和叛国罪处以死刑。

### 2012年2月15日晋升
- 朴道春：2012年2月15日授予大将，现任朝鲜劳动党中央政治局委员、中央书记局书记、国防委员会委员
- 金英哲：2012年2月15日晋升为大将，现任朝鲜劳动党中央军事委员会委员、人民军总参谋侦查总局局长

### 2013年10月
- 李永吉：2013年10月晋升为大将，曾任朝鲜人民军总参谋长，现任朝鲜劳动党中央政治局候补委员、朝鲜人民军总参谋长。
- 张正男：2013年10月晋升为大将，曾任朝鲜人民武装力量部部长。

### 2014年7月晋升
- 吴琴铁：2014年7月17日晋升为航空军大将

### 2015年4月晋升
- 朴永植：2015年4月晋升为朝鲜人民军大将，现任朝鲜劳动党中央政治局委员，曾任朝鲜人民武装力量部部长。
- 努光铁：现任朝鲜劳动党中央政治局候补委员、朝鲜人民武装力量部部长。

### 2022年4月晋升
金正官、金明食、金光赫、郑京择、吴日晶、强纯男

## 朝鲜人民军上将
- 李权武(1910-？)人民军总参谋长
- 全宇(1914-？)
- 池炳学(1919-1977)人民军第二集团军司令官
- 韩益洙(1912-1978.09.05)民族保卫省副相
- 金大弘(김대홍)(1919-)民族保卫省副相
- 李铁棒（이철봉）又译李铁峰、李哲奉（1936-）：1985年4月晋升上将，社会安全部部长
- 朴重国：1985年4月晋升上将，人民军副总参谋长(1971-1974)，人民武装力量部副部长(1977-1987)
- 金成国（김성국）（1920-1991）：1988年9月晋升上将
- 金相镐（김상호）（1928-）：1988年9月晋升上将
- 金江煥（1931-）：1991年12月晋升上将。

1992.4.23 （人民军建军60周年）：
- 金正阁（已晋升次帅）
- 金福文
- 金要雄
- 金容雄
- 金炯龙现任朝鲜劳动党中央委员、朝鲜人民军总参谋通信局局长
- 许克成
- 申一南（신일남）（1938-）：
- 吕春石（已晋升大将）
- 吕炳男（려병남）
- 李元载
- 元明均（원명균）又译袁明均（1934-）2002年4月－2003年9月任内阁副总理兼首都建设委员会委员长，2005年6月任人民保安部副部长。
- 朱胜男（주승남）又译朱胜南
- 郑浩钧（정호균）（已晋升大将）
- 白昌植（백창식）（？-1994）
- 姜东润：1994年6月-1998年4月任朝鲜人民军第108机械化军团军团长，2001年2月任朝鲜人民军第425机械化军团军团长，现任朝鲜劳动党中央委员、中央组织指导部副部长。
- 韩仁述
- 南相乐（남상락）
- 玄哲海（已晋升次帅）
- 金河奎（已晋升大将）
- 金格植（已晋升大将）
- 金成奎（已晋升大将）
- 朱相成（已晋升大将）
- 金明国（已晋升大将）

1995.10 8（朝鲜劳动党成立50周年）
- 全基连（전기련）
- 李明洙（已晋升大将）
- 吴金哲（已晋升航空军大将）
- 尹正麟（已晋升大将）
- 金熙官

1997.4 13（金日成诞辰85周年）
- 金龙云（김용운）
- 池基善（지기선）
- 李应焕（이응환）
- 沈明洙（심명수）
- 李泰哲现任朝鲜劳动党中央候补委员、人民保安部第一副部长、人民军内务军司令
- 金润申（已晋升海军大将）
- 玉凤麟（옥봉련）
- 金基善(김기선)（已晋升大将）

1998.4 13（金日成诞辰86周年）
- 崔成洙（최룡수）：

1998.9.8（朝鲜民主主义人民共和国成立50周年）
- 李炳三（이병삼）：1999年任朝鲜人民军总政治局副局长。现任朝鲜劳动党中央政治局候补委员

2000.10 4（劳动党成立55周年）
- 金今善（김금선）
- 李赞福（이찬복）（1935-）：1993年任朝鲜军事停战委员会朝中方面朝鲜人民军委员。1994年5月任朝鲜人民军板门店代表部代表

2001.4 13（金日成诞辰89周年）
- 姜德寿（강덕수）

2002.4 13（金日成诞辰90周年）
- 白相浩(백상호)(Paek Sang Ho)
- 姜英浩(강영호)(又译姜永浩，Kang Yong Ho)：1998年1月任社会安全部副部长，2000年4月起任人民保安部副部长。
- 李泰吉（리태일）(Ri Thae Gil)
- 金阳濂（김양점）(Kim Yang Jom)：2002年4月任人民武装力量部副部长
- 朴承远（박승원）(又译朴胜元，Pak Sung won)：1995年3月任朝鲜人民军副总参谋长
- 李武雄（리무웅）(Ri Mu Ung)

2003.7 26（纪念解放戦争胜利50周年）
- 边仁善（변인선）现任朝鲜劳动党中央委员、人民军总参谋部作战局局长
- 金亨龙（김형룡）：2003年7月任朝鲜人民军第9军团军团长。现任朝鲜人民军第2军团军团长
- 崔亨宽（최형관）
- 李泰元（리태원）现任朝鲜人民军副总参谋长
- 沈相岱（심상대）现任朝鲜人民军总政治局副局长
- 池英春（지영춘）

2006.4.14（金日成诞辰94周年）
- 李凤竹（리봉죽）现任朝鲜劳动党中央委员、人民军副总参谋长、国境警备总局局长
- 崔富一（최부일）：（已晋升大将）

2009.4.14（金日成诞辰97周年）
- 高寿一（고수일）
- 禹东测（已晋升大将）

2010.4.15（金日成诞辰98周年）
- 崔景城（최경성）现任朝鲜劳动党中央军事委员会委员、人民军第11军团军团长
- 崔相率（최상려）原朝鲜劳动党中央军事委员会委员
- 韩昌顺（한창순）
- 全昌福（전창복）现任人民军后方总局局长
- 吴哲山（오철산）现任朝鲜劳动党中央委员、人民军海军政治局局长

2010.4.25
- 金城德现任朝鲜劳动党中央委员、人民军护卫司令部政治局局长

2010.9.27 
- 柳京：国家安全保卫部副部长，2011年以受贿和非法敛财罪名处决。

2011.4
- 黃炳瑞（又译黄炳誓）﹕现任朝鲜劳动党中央候补委员、中央组织指导部第一副部长

2012.2.15
- 朱奎昌现任朝鲜劳动党中央政治局候补委员、中央军事委员会委员、中央机械工业部部长、国防委员会委员
- 白世凤现任朝鲜劳动党中央委员、原国防委员会委员、原第二经济委员会委员长
- 金松哲

2014年2月15日
金正恩下达命令，晋升朝鲜人民军指挥成员的军衔。
- 金乐兼被授予上将军衔；
- 尹东弦、朴英来、禹哲、姜利元、崔新旭、李锦亨、朴春峰、林光雄被授予中将军衔；
- 成学哲、具光瑞、高云峰、金哲浩、崔斗勇、郑道昊、张炳贤、朴一、朱成男、李英建、李完植、金光一、金德镐、吉龙浩、韩光哲、金正峰、裴恩哲、金顺吉、朱航建、金才润、金哲洙、李秀一、郑义善、朴成赞、金时福、李浩永、金东哲、金义俊、黄三天被授予少将军衔。

2014年7月17日
金正恩下达最高司令官第0061号命令，授予崔贵宪陆军上将军衔。

### 2015年2月14日
金正日总书记诞辰（光明星节）前夕，金正恩发布命令，晋升了一批朝鲜人民军高级指挥官的军衔。
- 崔京星晋升为陆军上将，
- 姜英太、崔昌植、康炳侯、申席万、徐大河、朴京旭晋升为陆军中将，
- 郑世英、李一灿晋升为航空军少将，
- 金正植晋升为战略军少将，
- 朴明寿、高明洙、金成国、崔吉龙、高洙荣、金英男、朴贤福、李正燮、姜明植、金京德、朱相来、崔哲焕、金哲秀、朱亨南、金正吉、元明寿、洪景哲晋升为陆军少将[4]。